# Víkur (vik i Island)
Víkur är en vik i republiken Island.   Den ligger i regionen Suðurnes, i den sydvästra delen av landet, 50 km sydväst om huvudstaden Reykjavík.